# Schleich
 For alternative betydninger, se Schleich (flertydig). (Se også artikler, som begynder med Schleich)
Schleich er en tysk producent af legetøjsfigurer.  
Firmaet blev grundlagt 1935 og er baseret i Baden-Württemberg. De kendte Schleichfigurer kom til i 1950'erne med figurer som Nuser fra Radiserne og smølferne. I 1980'erne kom bondegårdsdyr   som heste, køer og får, og senere er sortimentet forøget med yderligere figurer.